# John Hopkins (motorversenyző)
John Hopkins (Ramona, Kalifornia, 1982. május 22. –) amerikai motorversenyző, jelenleg a Superbike-világbajnokság tagja. Korábban hat éven keresztül a MotoGP-ben versenyzett.

## Statisztika
| Év       | Géposztály | Motor                | Csapat               | Verseny | Győzelem | Dobogó | Pole | LKör | Pont | Poz. | VB |
| -------- | ---------- | -------------------- | -------------------- | ------- | -------- | ------ | ---- | ---- | ---- | ---- | -- |
| 2002     | MotoGP     | Yamaha YZR500        | WCM                  | 15      | 0        | 0      | 0    | 0    | 58   | 15.  | -  |
| 2003     | MotoGP     | Suzuki GSV-R         | Suzuki MotoGP        | 14      | 0        | 0      | 0    | 0    | 29   | 17.  | -  |
| 2004     | MotoGP     | Suzuki GSV-R         | Suzuki MotoGP        | 15      | 0        | 0      | 0    | 0    | 45   | 16.  | -  |
| 2005     | MotoGP     | Suzuki GSV-R         | Suzuki MotoGP        | 17      | 0        | 0      | 0    | 0    | 63   | 14.  | -  |
| 2006     | MotoGP     | Suzuki GSV-R         | Suzuki MotoGP        | 17      | 0        | 0      | 1    | 0    | 116  | 10.  | -  |
| 2007     | MotoGP     | Suzuki GSV-R         | Suzuki MotoGP        | 18      | 0        | 4      | 0    | 2    | 189  | 4.   | -  |
| 2008     | MotoGP     | Kawasaki Ninja ZX-RR | Kawasaki Racing Team | 18      | 0        | 0      | 0    | 0    | 57   | 16.  | -  |
| Összesen |            |                      |                      | 114     | 0        | 4      | 1    | 2    | 557  |      | 0  |

## Teljes MotoGP-eredménylistája
(Táblázat értelmezése)

(Félkövér: pole-pozícióból indult; dőlt: leggyorsabb kört futott) 

| Év   | Géposztály | Motor    | 1      | 2       | 3       | 4       | 5       | 6       | 7      | 8       | 9       | 10      | 11      | 12      | 13      | 14      | 15     | 16     | 17     | 18     | Poz. | Pont |
| ---- | ---------- | -------- | ------ | ------- | ------- | ------- | ------- | ------- | ------ | ------- | ------- | ------- | ------- | ------- | ------- | ------- | ------ | ------ | ------ | ------ | ---- | ---- |
| 2002 | MotoGP     | Yamaha   | JPN 12 | RSA 13  | SPA 14  | FRA 11  | ITA 12  | CAT 10  | NED 7  | GBR 8   | GER Inj | CZE Ret | POR 8   | BRA 14  | PAC 14  | MAL 18  | AUS 16 | VAL 11 |        |        | 15.  | 58   |
| 2003 | MotoGP     | Suzuki   | JPN 13 | RSA 13  | SPA 7   | FRA Ret | ITA Ret | CAT 15  | NED 15 | GBR 11  | GER Ret | CZE 17  | POR 18  | BRA Inj | PAC Ret | MAL EX  | AUS 12 | VAL 13 |        |        | 17.  | 29   |
| 2004 | MotoGP     | Suzuki   | RSA 13 | SPA 15  | FRA Ret | ITA Inj | CAT Ret | NED 14  | BRA 15 | GER 9   | GBR 8   | CZE Ret | POR 6   | JPN Ret | QAT 8   | MAL Ret | AUS 15 | VAL 12 |        |        | 16.  | 45   |
| 2005 | MotoGP     | Suzuki   | SPA 14 | POR Ret | CHN 7   | FRA 16  | ITA 11  | CAT Ret | NED 14 | USA 8   | GBR 11  | GER DNS | CZE 14  | JPN 5   | MAL 9   | QAT 17  | AUS 10 | TUR 15 | VAL 13 |        | 14.  | 63   |
| 2006 | MotoGP     | Suzuki   | SPA 9  | QAT Ret | TUR 17  | CHN 4   | FRA 15  | ITA 10  | CAT 4  | NED 6   | GBR 8   | GER 10  | USA 6   | CZE 7   | MAL 6   | AUS 12  | JPN 12 | POR 6  | VAL 11 |        | 10.  | 116  |
| 2007 | MotoGP     | Suzuki   | QAT 4  | SPA 19  | TUR 6   | CHN 3   | FRA 7   | ITA 5   | CAT 4  | GBR 5   | NED 5   | GER 7   | USA 15  | CZE 2   | RSM 3   | POR 6   | JPN 10 | AUS 7  | MAL 8  | VAL 3  | 4.   | 189  |
| 2008 | MotoGP     | Kawasaki | QAT 12 | SPA 7   | POR 5   | CHN 14  | FRA Ret | ITA Ret | CAT 10 | GBR Ret | NED DNS | GER Inj | USA Inj | CZE 11  | RSM 14  | IND 14  | JPN 10 | AUS 13 | MAL 11 | VAL 14 | 16.  | 57   |